# Шань Илинь
Шань Илинь (кит. 单怡霖; род. 3 апреля 2001 года, Циньхуандао, Хэбэй, Китай) — китайская спортсменка-паралимпийска, соревнующаяся в биатлоне и лыжных гонках. Призёрка зимних Паралимпийских игр 2022 года в Пекине.

## Биография
На зимних Паралимпийских играх 2022 года в Пекине в первый соревновательный день, 5 марта Шань Илинь с результатом 21:06.3 завоевала серебряную медаль в биатлоне в спринте на 6 км среди спортсменок, соревнующихся сидя, уступив 15,1 секунд американке Оксане Мастерс. 11 марта завоевала бронзу на биатлонной дистанции 12,5 км. 13 марта команда Китая (Чжэн Пэн, Шань Илинь, Ван Чэнъян, Цай Цзяюнь) с результатом 26:25.3 заняла второе место в смешанной эстафете 4×2,5 км в лыжных гонках, уступив американским спортсменам.